# Glossinídeos
Glossinidae  é uma família monotípica de dipteros que inclui apenas o género Glossina, as moscas tsé-tsé transmissoras do tripanossoma que causa a doença do sono.

## Taxonomia
A família Glossinidae inclui apenas o género Glossina, um taxon com distribuição natural na África subsariana. O género inclui as seguintes espécies:
- Género Glossina
  - Glossina austeni
  - Glossina brevipalpis
  - Glossina caliginea
  - Glossina frezili
  - Glossina fusca
  - Glossina fuscipes
  - Glossina fuscipleuralis
  - Glossina haningtoni
  - Glossina longipalpis
  - Glossina longipennis
  - Glossina medicorum
  - Glossina morsitans
  - Glossina nashi
  - Glossina nigrofusca
  - Glossina pallicera
  - Glossina pallidipes
  - Glossina palpalis
  - Glossina schwetzi
  - Glossina severini
  - Glossina swynnertoni
  - Glossina tabaniformis
  - Glossina tachinoides
  - Glossina vanhoofi